# 2-Methylbut-3-en-2-ol
2-Methyl-3-buten-2-ol ist eine chemische Verbindung aus der Gruppe der ungesättigten Alkohole.

## Vorkommen und Verwendung

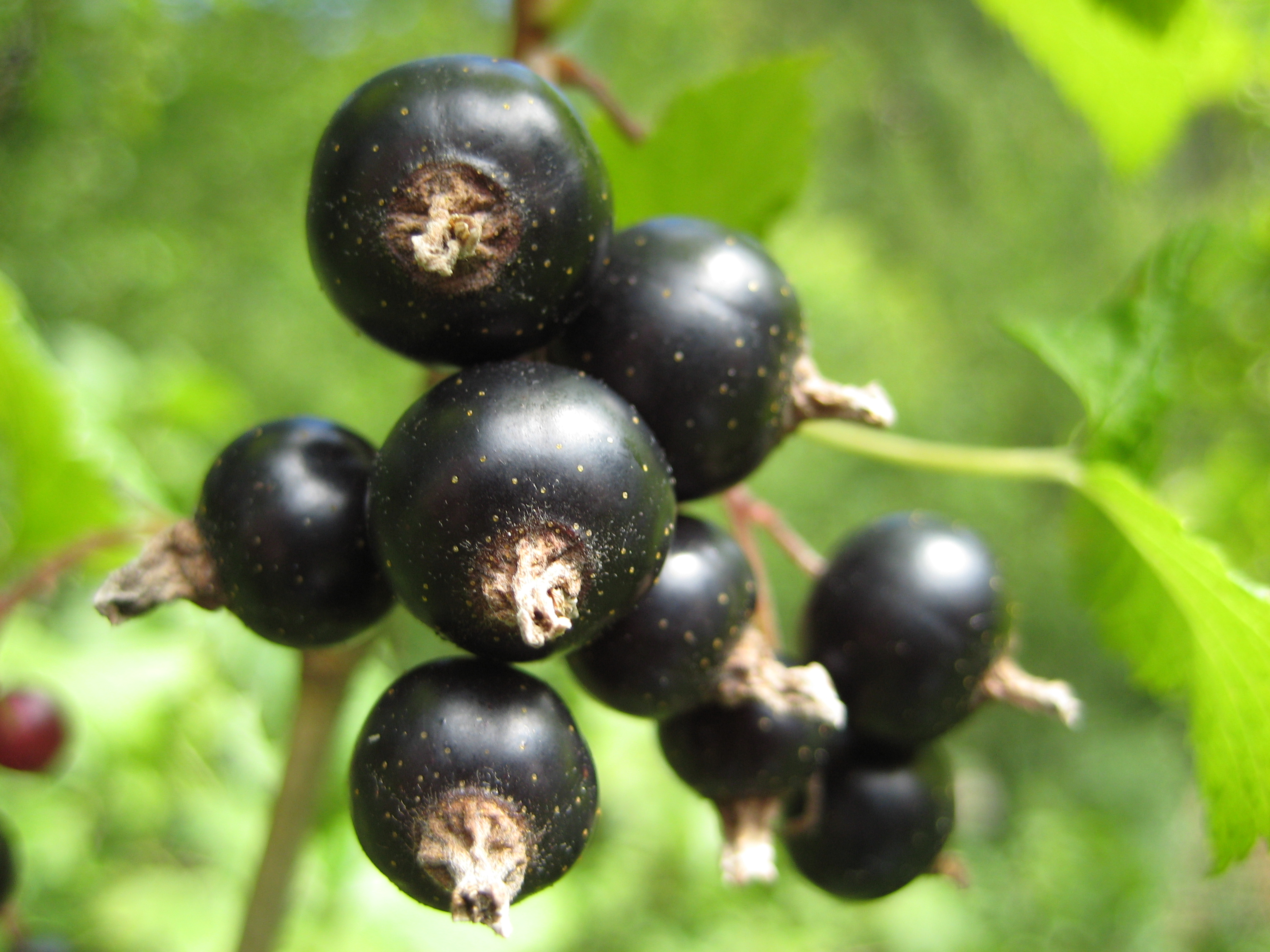
Schwarze Johannisbeeren enthalten natürlicherweise 2-Methyl-3-buten-2-ol

2-Methylbut-3-en-2-ol kommt in Weintrauben, Orangen, Hopfenblüten und schwarzen Johannisbeeren vor. Bei einigen Spinnen- und Insektenarten wurde 2-Methylbut-3-en-2-ol als Pheromonbestandteil nachgewiesen. Es ist außerdem in Lockstofffallen gegen den Buchdrucker enthalten.
2-Methyl-3-buten-2-ol wird zur Herstellung von Pharmazeutika, Vitamin A und E sowie Riechstoffen verwendet.

## Eigenschaften
2-Methyl-3-buten-2-ol ist eine farblose Flüssigkeit mit alkoholischem Geruch, welche mischbar mit Wasser ist. Ihre dynamische Viskosität beträgt 2,6 mPa·s bei 20 °C.

## Sicherheitshinweise
Die Dämpfe von 2-Methyl-3-buten-2-ol können mit Luft ein explosionsfähiges Gemisch (Flammpunkt 10 °C, Zündtemperatur  380 °C) bilden.